# Јован Радојичић
Јован Радојичић (световно: Витомир Радојичић, познат као Јован Хиландарац; Умчари, 10. мај 1908 — Метох Манастира Хиландара, 29. јул 2012) био је српски православни схимонах, сабрат манастира Хиландар и књижевник.

## Биографија
Родио се 1908. године у селу Умчари код Гроцке, као Витомир Радојичић. Други светски рат је провео као припадник Српског добровољачког корпуса, због чега је након рата отишао у емиграцију, најпре у Италију, потом у Немачку и на крају у Велику Британију. Одатле је помагао рад Комитета за обнову манастира Хиландар, који су основали Ђорђе Рош и краљевић Томислав Карађорђевић.
Након смрти супруге, одлучио је да се замонаши. На позив епископа Николаја Велимировића упућеног припадницима српске емиграције, у манастир Хиландар, где је у то време боравило малобројно братство, услед чега је постојала опасност да потпадне под административну управу Свештене општине Свете Горе, одлазе бројни некадашњи припадници Српског добровољачког корпуса, међу којима су били Милан Мишулић (монашко: Митрофан), Брана Јовановић (монашко: Агатон), Крста Андрић (монашко: Симеон), Богдан Стекић (монашко: Јустин) и Витомир Радојичић (монашко: Јован). Јован је дуго времена био најстарији монах на Светој Гори.
Након што га је причестио протојереј-ставрофор др Велибор Џомић, отац Јован је преминуо 29. јула 2012. године у манастиру Мило Арсеница (Каково), метоху манастира Хиландар. Сахрањен је 30. јула 2012. године у Хиландару.

## Књиге
- Хиландарски стихови
- Туђинче
- Хиландар, мој дом